# Westergaards Hotel
Westergaards Hotel er et dansk hotel beliggende i Videbæk i Ringkøbing-Skjern Kommune. Den nuværende bygning blev opført i 1907 og rummer fem værelser, flere selskabslokaler og en restaurant.

## Historie
I midten af 1850'erne blev landevejen fra Aarhus over Silkeborg-Herning til Ringkøbing anlagt som en chaussévej. Som første bygning på Videbæk-egnen, blev der op til den nyanlagte vej opført en kongelig privilegeret kro som fik Jens Lund som ejer. I 1895 solgte han stedet til Christian Westergaard.
Den 24. april 1907 brændte kroen ned til grunden, men Westergaard gik straks i gang med at genopføre stedet, og samme år kunne han indvie den nye markante bygning, som samtidig skiftede navn fra Videbæk Kro til det nuværende.

## Trivia
I sommeren 2016 begyndte TV/Midt-Vest at optage en serie om den daglige gang på hotellet.